# هکتور لومبارد
هکتور لومبارد (انگلیسی: Héctor Lombard؛ زادهٔ ۲ فوریهٔ ۱۹۷۸) ورزشکار هنرهای رزمی ترکیبی و جودوکار اهل کوبا است. وی از سال ۲۰۰۴ میلادی تاکنون مشغول فعالیت بوده‌است.